# 若林義孝
若林 義孝（わかばやし よしたか、1900年（明治33年）5月30日 - 1981年（昭和56年）5月17日）は、昭和時代の政治家。衆議院議員（2期）。福井県敦賀市長、大阪府箕面市長。

## 経歴・人物
三重県上野市にて生まれる。1927年（昭和2年）京都帝国大学法学部を卒業し、同大学生監事務嘱託を経て、国民同志会に入る。同会では理事に進み、長らく国民の政治教育に傾倒した。のち、学士会倶楽部大阪支部書記長を経て、1938年（昭和13年）12月12日に前福井県敦賀市長の森本一雄が逝去すると、同職の後任となった。
ついで、日本人造皮革工業連合会長、黒住教顧問などを歴任。1946年（昭和21年）第22回衆議院議員総選挙岡山全県区に自由党から出馬して当選し、第24回総選挙でも当選して計2期在任した。さらに、1956年（昭和31年）から1965年（昭和40年）まで大阪府箕面市長を務めた。